# Rytigynia membranacea
Rytigynia membranacea är en måreväxtart som först beskrevs av William Philip Hiern, och fick sitt nu gällande namn av Robyns. Rytigynia membranacea ingår i släktet Rytigynia och familjen måreväxter. Inga underarter finns listade i Catalogue of Life.